# Провулок Котельникова (Житомир)
Провулок Котельникова — провулок в Богунському районі міста Житомира.

## Опис
Знаходиться в північній частині міста. Бере початок від Східної вулиці, завершується глухим кутом перед садибою № 5 по вулиці Болгарській. На схід від неї продовжується та завершується перехрестям з провулком Галанчикової. 
Забудова провулку представлена індивідуальними житловими будинками садибного типу.

## Історичні відомості
Провулок виник після Другої світової війни. Провулок та його забудова сформувалися у 1960-х роках. До 1995 року був безіменним. У 1995 році отримав чинну назву.